# Luis Arce

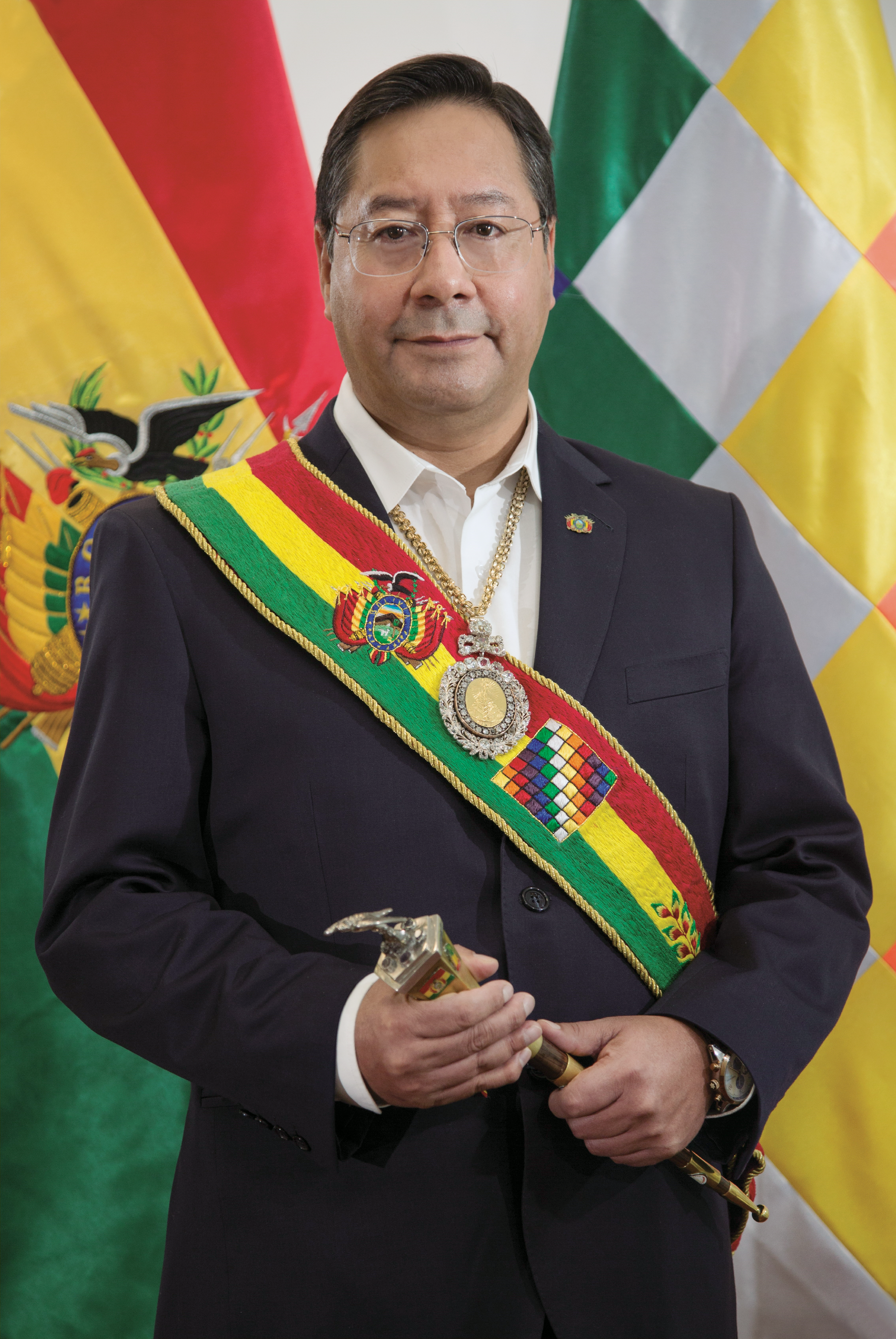
Luis Arce, 2020

Luis Alberto Arce Catacora (* 28. September 1963 in La Paz) ist ein bolivianischer Ökonom, Hochschullehrer, Politiker und seit 8. November 2020 Präsident Boliviens.

## Biografie

### Ausbildung
Luis Arce schloss 1984 eine Ausbildung zum Hauptbuchhalter (Contador General) am Instituto de Educación Bancaria ab. 1991 schloss er ein Wirtschaftsstudium an der Universidad Mayor de San Andrés in La Paz mit dem Bachelortitel ab. Im Vereinigten Königreich absolvierte er von 1996 bis 1997 ein Masterstudium an der University of Warwick.

### Berufliche Karriere
Beruflich war er daneben im Zeitraum von 1987 bis 2006 bei der bolivianischen Zentralbank tätig. Nach seinen Studien hielt Arce Lehrveranstaltungen an verschiedenen Universitäten in Europa, Nord- und Südamerika. Er ist Autor mehrerer Bücher und Artikel.

### Politische Karriere
Politisch steht er dem Sozialismus nahe, sein politisches Vorbild ist Marcelo Quiroga Santa Cruz. 1999 gründete er gemeinsam mit ehemaligen Mitgliedern der Partei PS-1 die Gruppe Los Duendes. Bei deren wöchentlichen Gesprächsgruppen lernte er Álvaro García Linera kennen. Als dieser vom Movimiento al Socialismo (MAS) eingeladen wurde, für das Amt des Vizepräsidenten zu kandidieren, wurde er von Los Duendes unterstützt, gemeinsam arbeiteten sie am Regierungsprogramm des MAS mit.

### Ministerämter
Im Januar 2006 – zum Beginn der langjährigen Präsidentschaft von Evo Morales – wurde Luis Arce Finanzminister von Bolivien, 2009 Finanz- und Wirtschaftsminister. Er blieb bis zum Ende der Präsidentschaft von Evo Morales 2019 im Amt, abgesehen von einer kurzen Unterbrechung aus gesundheitlichen Gründen. Er galt als Vertrauter von Evo Morales.
Im ersten Jahr seiner Amtszeit als Minister wurden die Öl- und Erdgasvorkommen im Land verstaatlicht. Zwischen 2005 und 2018 ging der Anteil der Bevölkerung, der in extremer Armut lebt, von 38,2 auf 17,1 Prozent zurück, das durchschnittliche Wirtschaftswachstum während der Amtszeit Arces betrug 4,9 Prozent.
Arce war regelmäßig auf hochrangigen internationalen Konferenzen als Redner zu Gast, um Boliviens als alternativ wahrgenommenes Wirtschaftsmodell zu erläutern, das er an der Seite von Morales und García wesentlich mitgestaltete. Ein Kernelement des Modells bestand in der Schaffung und Stärkung von leistungsfähigen Staatskonzernen in Bereichen wie Rohstoffe (COMIBOL, YLB), Energie (YPFB), Telekommunikation (Entel Bolivien) und Luftverkehr (BoA). Die Gewinne daraus sollten für den Ausbau der Grundversorgung der Bevölkerung und die Förderung von genossenschaftlich organisierten Kleinunternehmern, insbesondere unter der Landbevölkerung, eingesetzt werden. Zudem wurden Anstrengungen unternommen, um die Rohstoffabhängigkeit zu senken, die inländische Wertschöpfung zu steigern und wissenschaftliche Kapazitäten aufzubauen, wobei diese Ziele nur zu einem geringen Teil erreicht wurden.

### Asyl in Mexiko 2019
Die Präsidentschaftswahl am 20. Oktober 2019 wurde nach Angaben der Wahlkommission von Morales knapp gewonnen. Die Opposition und die Organisation Amerikanischer Staaten (OAS) in ihrem Wahlbericht warfen der Regierung Morales Wahlbetrug bzw. Unregelmäßigkeiten vor, die Spitze der Armee forderte Morales zum Rücktritt auf. Ob tatsächlich ein Wahlbetrug stattgefunden hatte, ist umstritten.
Die rechtskonservative Politikerin Jeanine Áñez wurde ohne Wahl zur neuen Präsidentin ernannt und bildete die Regierung grundlegend um. Arce suchte Zuflucht in der mexikanischen Botschaft und erhielt in Mexiko Asyl. Nach Protesten aus der Bevölkerung, internationalen Vermittlungen und Wahlverzögerungen verkündete die Regierung Áñez jedoch schlussendlich für Oktober 2020 neue Wahlen.

### Staatspräsident

#### Wahl zum Präsidenten und Putschversuch gegen Arce
Am 19. Januar 2020 teilte Morales mit, dass Arce bei einem Treffen führender Vertreter der MAS in Buenos Aires zum Kandidaten für die Präsidentschaftswahl 2020 bestimmt wurde. Als Vizepräsidentschaftskandidat wurde der frühere Außenminister David Choquehuanca nominiert. Arce kehrte über Argentinien kurz danach nach Bolivien zurück.
Die Präsidentschaftswahl im Oktober 2020 konnte Arce als MAS-Kandidat mit einer Stimmenmehrheit von 54,4 % für sich entscheiden, der liberal-konservative Carlos Mesa errang 31 % der Stimmen, der Ultrarechte Luis Fernando Camacho, der bei der Absetzung von Morales eine zentrale Rolle gespielt hatte, errang mit 14 % der Stimmen Platz drei. Sowohl die rechtskonservative Übergangspräsidentin Jeanine Áñez als auch Carlos Mesa erkannten Arces Sieg noch in der Wahlnacht an. Am 8. November 2020 wurde Arce als neuer Präsident des Landes vereidigt. Er leitet seither das Kabinett Arce.
Am 26. Juni 2024 fuhren gepanzerte Fahrzeuge vor dem Präsidentenpalast in La Paz auf und der kurz zuvor entlassene Armeegeneral Juan José Zúñiga forderte einen Regierungswechsel. Arce rief die Bevölkerung zur Gegenwehr auf und ernannte eine neue militärische Führung, welche den Rückzug der Truppen befahl. Auch der Konkurrent von Arce innerhalb der Linken in Bolivien, Morales, wandte sich gegen den Putschversuch. Zúñiga vermisste unterdessen die Unterstützung der Luftwaffe und sah dies später als Ursache für das Scheitern des Putsches. Zúñiga und einige weitere Militärs wie der Vizeadmiral Juan Arnez Salvador wurden verhaftet. Als der Putsch gescheitert war, behauptete Zúñiga, er beabsichtige keinen Umsturz und Arce habe ihm gesagt, Zúñiga solle für seine Beliebtheit einen Putsch inszenieren. Die Regierung wies diese Anschuldigung zurück.

#### Wirken als Staatspräsident
Arce fügte als eine der ersten Maßnahmen die Flagge der Indigenen (Wiphala) wieder der Präsidentenschärpe zu, die Regierung Áñez hatte diese zuvor entfernt. Arces Regierung beschloss zudem eine Amnestie für begangene Straftaten im Zusammenhang mit den Protesten nach der Wahl und dem Regierungsumsturz 2019. Amnesty International kritisierte diese Entscheidung wegen Parteilichkeit – die Amnestie galt für Anhänger von Arces Partei MAS, jedoch nicht für gegnerische Regierungspolitiker wie Áñez, welche die Proteste niederschlagen ließen.
2021 erholte sich unter Arce wieder die wirtschaftliche Situation in Bolivien. Jedoch ist Bolivien weiterhin stark von Gasexporten abhängig und versucht die Wirtschaft zu diversifizieren. Da die Gasexporte geringer werden und neue Gasvorkommen nicht gefunden wurden, verringern sich die Währungsreserven des Staates und die Zinsen auf Staatsanleihen steigen bedrohlich. Im Dezember 2023 wurde Bolivien Vollmitglied in der Wirtschaftsorganisation Mercosur.
Während seiner Präsidentschaft wurde er von Evo Morales immer stärker kritisiert und MAS-Abgeordnete vom Morales-Flügel stimmten gegen seine Politik. Im Oktober 2023 verließ Arce die Partei oder wurde (je nach Lesart) ausgeschlossen. Morales wirft Arce vor, eine weitere Kandidatur von Morales als Präsident zu verhindern, die ohne Justizreform nicht möglich ist.

## Auszeichnungen
- Ehrendoktorat der Universidad de los Andes[2]
- Ehrendoktorat der Privatuniversität Franz Tamayo in La Paz.[2]

## Belege
1. 1 2  Luis Alberto Arce Catacora (Memento vom 28. März 2016 im Internet Archive) In: comunicacion.gob.bo (spanisch).
2. 1 2 3  Biography: Luis Alberto Arce Catacora. In: cepal.org. Abgerufen am 24. Januar 2020 (englisch).
3. 1 2  Boris Miranda: Remplazo de Evo Morales: Luis Arce Catacora, el exministro y candidato a presidente de Bolivia por el MAS. In: bbc.com. 21. Januar 2020, abgerufen am 24. Januar 2020 (spanisch).
4. ↑  Miguel Gómez: Luis Arce: Padre del flamante modelo productivo. In: la-razon.com. 22. Januar 2015, abgerufen am 25. Januar 2020 (spanisch).
5. ↑  Morales-Vertrauter Luis Arce will Boliviens Präsident werden. In: derstandard.at. 24. Januar 2020, abgerufen am 24. Januar 2020.
6. 1 2  Nicole Anliker: Evo Morales schickt einen Vertrauten ins Rennen um die Präsidentschaft in Bolivien. In: nzz.ch. 22. Januar 2020, abgerufen am 24. Januar 2020.
7. ↑  Bolivian army chief urges Morales to step down. In: bbc.com. 10. November 2019, abgerufen am 5. Dezember 2020 (englisch).
8. ↑  John Curiel, Jack R. Williams: Bolivia dismissed its October elections as fraudulent. Our research found no reason to suspect fraud. In: washingtonpost.com. 27. Februar 2020, abgerufen am 14. März 2021 (englisch).
John Curiel, Jack R. Williams: Analysis of the 2019 Bolivia Election. (PDF; 704 kB) In: mit.edu. 11. März 2020, abgerufen am 14. März 2021 (englisch).
9. ↑  Anatoly Kurmanaev, Maria Silvia Trigo: A Bitter Election. Accusations of Fraud. And Now Second Thoughts. In: nytimes.com. 9. November 2020, archiviert vom Original am 3. Juli 2020; abgerufen am 5. Dezember 2020 (englisch).
10. ↑  Dan Collyns: Bolivia president’s initial indigenous-free cabinet heightens polarization. In: theguardian.com. 14. November 2019, abgerufen am 17. November 2019 (englisch).
11. ↑  Luis Arce Catacora, artífice del crecimiento económico de Bolivia, viaja a México para recibir asilo político. In: eleconomista.com.mx. Abgerufen am 30. Juni 2024 (spanisch).
12. ↑  Blockades test main forces in Bolivia amid election crisis. In: aljazeera.com. 20. Oktober 2019, abgerufen am 6. Dezember 2020 (englisch).
13. ↑  Luis Arce regresa de Argentina a Bolivia para preparar su campaña presidencial, France24, 28/01/2020
14. ↑  Maëlle Mariette: Bolivien träumt vom Lithium. In: monde-diplomatique.de. 9. Januar 2020, abgerufen am 9. November 2020.
15. 1 2  Jürgen Vogt: Boliviens neuer Präsident: Luis Arce kündigt eigenen Kurs an. In: taz.de. 21. Oktober 2020, abgerufen am 22. Oktober 2020.
16. ↑  Bolivien: Arce liegt bei Präsidentenwahl vorn. In: tagesschau.de. 19. Oktober 2020, abgerufen am 22. Oktober 2020.
17. ↑  Jens Glüsing: Präsidentschaftswahl in Bolivien: Comeback der Linken. In: spiegel.de. 19. Oktober 2020, abgerufen am 19. Oktober 2020.
18. ↑  Morales-Vertrauter Arce ist neuer Präsident Boliviens. In: orf.at. 8. November 2020, abgerufen am 9. November 2020.
19. ↑  Sorge vor Militärputsch in Bolivien. Abgerufen am 26. Juni 2024.
20. ↑  Direkt aus dem dpa-Newskanal" data-imagelabel="" data-label="" data-overline="Staatskrise" data-paycategory="free" data-publishdate="2024-06-27 20:38:35" data-tb-headline="Nach Putschversuch in Bolivien: 17 Militärs festgenommen" data-teaser="Abtrünnige Militärs fordern die Regierung heraus. Der Aufstand dauert nur wenige Stunden, dann werden die Rädelsführer festgesetzt. Solidaritätsbekundungen zeigen: Die Generäle haben keinen Rückhalt." data-title="Nach Putschversuch in Bolivien: 17 Militärs festgenommen" id="taboola-feed-below-article: Staatskrise – Nach Putschversuch in Bolivien: 17 Militärs festgenommen. In: sueddeutsche.de. 27. Juni 2024, abgerufen am 29. Juni 2024.
21. ↑  Susana López; Samantha Schmidt: Bolivian soldiers storm plaza; former general accused of coup attempt. In: washingtonpost.com. 26. Juni 2024, abgerufen am 29. Juni 2024 (englisch).
22. ↑  Arce devuelve la wiphala a la banda presidencial e incorpora el patujú y la kantuta, La Razon,  10 de noviembre de 2020
23. ↑  Bolivia: A true commitment to human rights demands impartial and independent justice, Zugriff am 23. Dezember 2021
24. ↑  Qué deja el primer año de gestión de Luis Arce como presidente de Bolivia?, France24, 09/11/2021
25. ↑  Bolivia's creaking big state model rings warning bell in South America, Reuters, June 27, 2023
26. ↑  Agencia Boliviana de Información: Bolivien ist Vollmitglied im Mercosur amerika21. In: amerika21.de. 4. Dezember 2023, abgerufen am 30. Juni 2024.
27. ↑  Bolivian president expelled from own party amid political feud, The Guardian, 5. Oktober 2023
28. ↑  A Rift Has Opened in Bolivia’s Movement Toward Socialism. In: jacobin.com. 17. Oktober 2023, abgerufen am 30. Juni 2024 (englisch).

| Vorgänger              | Amt                              | Nachfolger |
| ---------------------- | -------------------------------- | ---------- |
| Jeanine Áñez (interim) | Präsident von Bolivien seit 2020 | —          |

| Personendaten    | Personendaten                                        |
| ---------------- | ---------------------------------------------------- |
| NAME             | Arce, Luis                                           |
| ALTERNATIVNAMEN  | Arce Catacora, Luis Alberto (vollständiger Name)     |
| KURZBESCHREIBUNG | bolivianischer Ökonom, Hochschullehrer und Politiker |
| GEBURTSDATUM     | 28. September 1963                                   |
| GEBURTSORT       | La Paz                                               |